# 荀爽
荀爽（128年—190年），一名谞，字慈明，潁川潁阴（今河南许昌）人，荀淑第六子，东汉末大臣、政论家，经学家，在兄弟中最為有名，有“荀氏八龙，慈明无双”之称，亦以95日“白衣登三公”而闻名。其易学思想被称为“荀氏易学”。

## 生平

### 名门才子
荀爽出身于著名世家颍川荀氏，是荀子的后代。其父是号称“神君”的当世名士荀淑。荀爽和七个兄弟俱有才名，并称为“八龙”。
荀爽年幼好学，十二岁即通晓《春秋》、《论语》。太尉杜乔见了他之后称赞他“可为人师”。

### 隐居不仕
东汉末年政治黑暗。荀爽潜心研究经籍，不参加贺喜吊丧之礼，也不接受朝廷任命。延熹九年（166年），太常赵典以至孝推举荀爽，任其为郎中。荀爽上奏，建议朝廷以身作则，宣扬儒家孝道，正夫妻、君臣尊卑之礼，并轻减税负、遣嫁宫女，奏表呈上后即弃官而去。
荀爽亦劝他人隐居以避祸。永康元年（167年）六月，汉桓帝大赦天下。此前因第一次党锢之祸而被关押的李膺得到赦免，朝野上下都有意让他接任太尉。荀爽害怕李膺因为名声太高而遭祸害，便写信劝他在乱世中明哲保身。
后来，荀爽为躲避第二次党锢之祸的影响隐居于海边，又南逃至汉水之滨，十余年间专注于著书立说，有硕儒之名。中平元年（184年）党禁解除。此后，五府（太傅、太尉、司徒、司空、大将军府）都征召荀爽。袁逢以有道推举他，荀爽没有应召。袁逢死后，荀爽为其服丧三年，时人纷纷效仿，为举荐者服丧三年变成了一种风俗。荀爽还对当时不符合礼法的习惯一一引经据典进行纠正，使风气颇有改观。

### 官至三公
何进秉政后，朝廷派公车征召荀爽为事中郎。何进怕荀爽不赴任，又迎荐其为侍中。然而中平六年（189年）八月，何进被杀，此诏命也随之废止。
同年九月，董卓立献帝，随后再次征召荀爽。荀爽准备逃避，但遭阻拦，遂接受了平原相的官职；赴任途中走到宛陵（今河南新郑），被追加任命为光祿勳；刚上任三日，又于十二月被任命为司空。至此，荀爽从一介平民到位居三公，仅用了95天（一说93天）。时人称之为“白衣登三公”。

### 谋董未竟
荀爽就任司空后，曾努力缓和士大夫与董卓的关系。初平元年（190年）正月，关东各路诸侯起兵讨董。董卓因此准备迁都长安，司徒杨彪与太尉黄琬皆反对。荀爽见董卓有加害二人之意，就从容地说：“相国（董卓）难道乐于迁都吗？山东兵起，非一日可遏制，故当迁都以谋讨伐。这正如同当年秦、汉面临的形势。”董卓的态度这才略有缓和。荀爽私下对杨彪说：“诸君坚争不止，必然招致灾祸，所以我不争谏。”后董卓迁都，荀爽随至长安。
另一方面，荀爽见董卓越来越残忍暴虐，必将危害社稷，于是举荐了一批有才略的人士，准备共谋推翻董卓，并暗中与司徒王允、董卓长史何颙等密谋。计划还未施行，荀爽即病逝于初平元年（190年）五月，终年六十三岁。
侄兒荀彧任尚书令后，派人将荀爽迁葬回颍川，并将何颙葬在荀爽之墓旁边。

## 作品

### 著述
荀爽的著述有《礼》、《易传》、《诗传》、《尚书正经》、《春秋条例》、汉代史事集《汉语》、论集《新书》（包括《公羊问》、《辩谶》等文）
。如今只有《易传》通过后世所辑的周易注得以保存。《隋志》有荀爽《周易注》十一卷，新旧《唐志》有荀爽《周易注》十卷，皆佚。唐代李鼎祚《周易集解》引荀氏注三百余节，成为后世保留《易传》的最主要途径。清人对荀氏易注多有辑录，主要辑本包括马国翰《玉函山房辑佚书》辑《周易荀氏注》三卷，孙堂《汉魏二十一家易注》辑荀爽《周易注》一卷，黄奭《汉学堂经解》辑《荀爽易言》一卷。此外，也有人认为《九家易》是荀爽所编纂。

### 奏章、书信等
荀爽的其他佚文包括《延熹九年舉至孝對策陳便宜》、《奏記讓孝廉》、《貽李膺書》、《與郭叔都書》、《女誡》，辑于《全后汉文·卷六十七》。

## 易学思想及影响

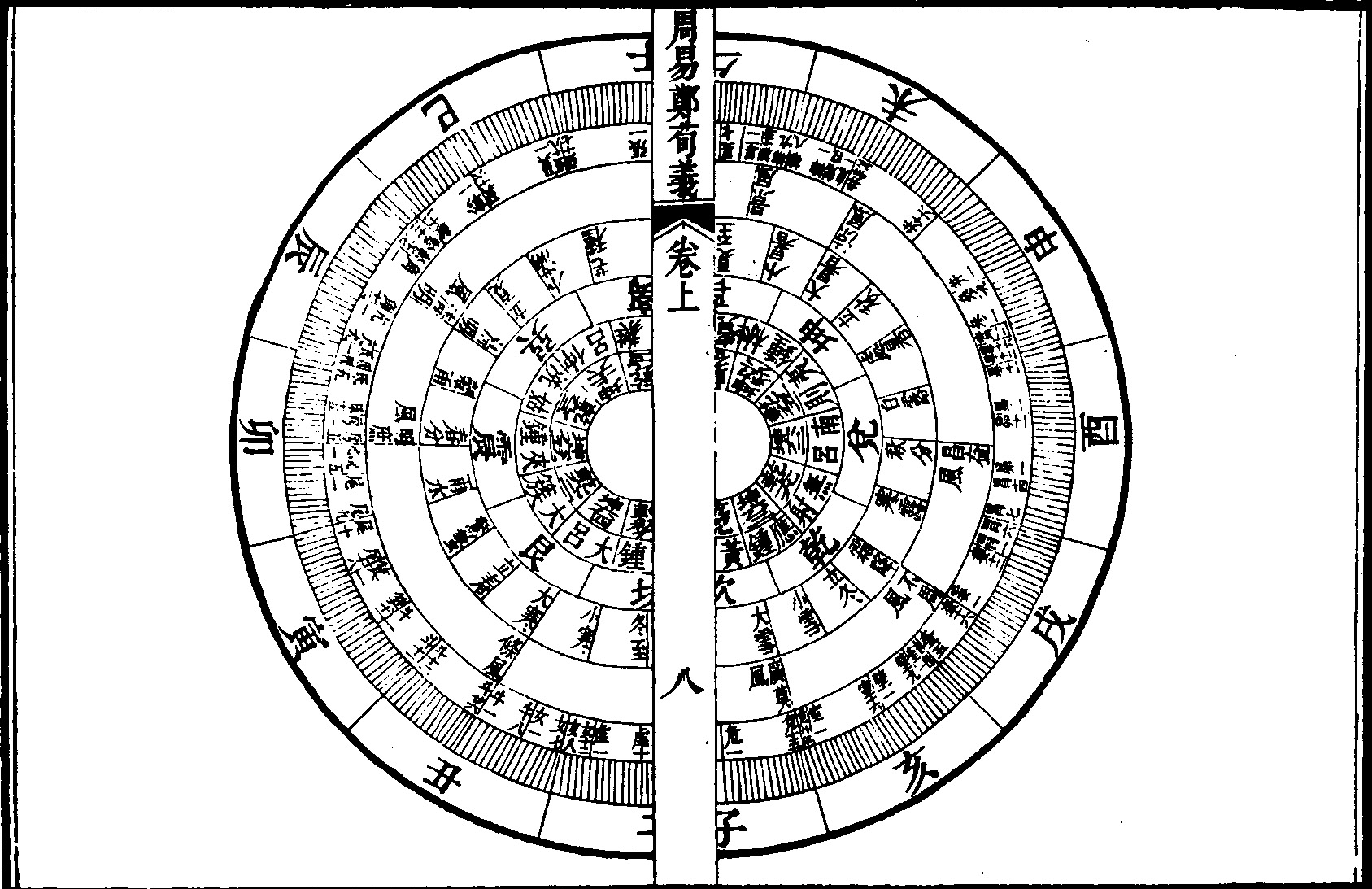
张惠言《周易郑荀义》中的图示

荀爽是东汉象数易学的代表人物之一，其易学被称为“荀氏易学”、“荀易”、“荀慈明易”等。荀氏易学传承费氏易学学派，但从其思想渊源看，远非费氏一家，而是兼收当时各家之说。他一方面继承了费氏《易》的家法，以十篇之传文解说经意；另一方面又吸收了西汉以来孟喜、京房等人的易学思想，并在此基础上，独辟蹊径，建构起以乾坤阴阳为骨架的易学思想体系。
荀爽著《易传》，使荀氏易学在汉魏之际流行，也促进了费氏易学的兴盛。唐代象数易学家李鼎祚在《周易集解》中引荀爽注三百余节，在全书注中数量位居第二。然而唐代孔颖达所编《周易正义》并未引用荀爽的《易传》。由于《周易正义》被后世认为是注解《易经》的正统之作，荀氏易学自此湮没不闻，直到清代汉学家开始不满和怀疑王弼的《易》注，而重新探求更早期的汉代象数易学时，荀氏易学才重新得到重视。除各种辑佚外，惠栋撰《易例》、《易汉学》，张惠言撰《周易荀氏九家义》、《周易郑荀义》等对荀氏易学皆有阐发。

## 逸事

### 为膺驾车
荀爽十分仰慕名士李膺，有一次拜访李膺时为其驾车，回去以后高兴地说：“我今天竟然能为李君驾车！”

### 公沙割席
荀爽与公沙孚曾共同约定不事权贵。董卓当政时，荀爽官至司空。后来公沙孚见到荀爽，以其违反约定为由，与其割席而坐。

### 亲亲之义
汝南袁阆问荀爽颍川有哪些杰出人士，荀爽先谈起自己的几位兄长。袁阆笑道：“难道只靠是你的亲戚故旧就能算名士？”荀爽问：“您责难我有何依据？”袁阆说：“方才我问有哪些国士，你却先提及自己的兄长，所以我才责怪你。”荀爽说：“从前祁奚举荐贤才，内不避其子，外不避其仇，世人认为他最公正。周公旦作《文王》之诗，不提尧、舜的功德，而赞颂文王、武王，这是亲近亲人的道理。《春秋》的本义是立场上亲近本国，疏远其他诸侯国。况且不爱自己的亲人而去爱别人，岂不是有违道德？”

## 争议
据《后汉书·列女传》记载，荀爽之女荀采丧夫后，被荀爽逼迫改嫁给同郡（颍川郡）的郭奕。荀采不从而自缢。李贤注称此处的再婚之夫是颍川郭嘉的儿子郭奕。但郭嘉生于170年，荀爽在世时（190年以前）郭嘉最多只有20岁，其子不可能已届婚龄。故有观点认为可能李贤注有误，此郭奕另有其人。亦有学者质疑此事的真实性，认为《后汉书》的人名记载或传抄有误，且荀爽“名德素著”，不可能逼女改嫁。也有学者提出逼嫁与荀爽“名德素著”并无矛盾，因为改嫁不违背汉朝礼法，也符合荀爽“阳尊阴卑”、“通怨旷、和阴阳”的思想。

## 相关典故

### 引经据典
引用书籍，根据经典。语出《后汉书·荀爽传》：“时人多不行妻服，虽在亲忧犹有吊问丧疾者，又私谥其君父及诸名士，爽皆引据大义，正之经典。”

## 家族

### 儿子
- 荀棐，官至射声校尉，荀棐之孙荀勖，西晋开国大臣

### 女儿
- 荀采

## 评价
- 颍川人：“荀氏八龙，慈明无双。”[參⁠ 3]

- 杜乔：“可为人师[註⁠ 1]。”[參⁠ 3]

- 许劭：“二人（荀靖、荀爽）皆玉也，慈明外朗，叔慈内润。” [註⁠ 21]

- 刘宏（汉灵帝）：“处士荀爽、陈纪、郑玄、韩融、李楷，耽道乐古，志行高洁，清贫隐约，为众所归。”[參⁠ 25]

- 杨修：“生應正性，體含中和，篤誠宣於初言，晚允朗於始察。是以在童齔而顯奇，漸一紀則布名。須幼之可師，甘羅之少者，何以逾公之性量乎？砥心《六經》，探索道奧，瞻乾坤而知陰陽之極，載而集之，獨說十萬餘言，士林景附，群英式慕，由毛羽之宗鵬鸞，眾山之仰五嶽也。”“爰在大漢，挺荀作貞。其德允明，誕發幼齡。行蠲體潔，如玉之瑩。確乎其志，乃勵乃清。遂陟司空，天子是毗。惟君之德，朋僚所咨。清水平土，茂哉是力。將混六合，繩以正直。散以禮樂，風以道德。”[參⁠ 26]

- 范晔：“荀爽、郑玄、申屠蟠俱以儒行为处士，累征并谢病不诣。及董卓当朝，复备礼召之。蟠、玄竟不屈以全其高。爽已黄发矣，独至焉，未十旬而取卿相。意者疑其乖趣舍，余窃商其情，以为出处君子之大致也，平运则弘道以求志，陵夷则濡迹以匡时。荀公之急急自励，其濡迹乎？不然，何为违贞吉而履虎尾[註⁠ 22]焉？观其逊言迁都之议，以救杨（杨彪）、黄（黄琬）之祸。及后潜图董氏，几振国命，所谓‘大直若屈’，道故逶迤也。”[參⁠ 3]

- 程颐：“荀爽從董卓辟，遜跡避禍，君子亦有之，然聖人明哲保身，亦不至轉身不得處。如揚子投閣[註⁠ 23]，失之也。荀爽自度其材，能興漢室乎？起而圖之可也，知不足而強圖之，非也。”[參⁠ 27]

- 王夫之：“桓、靈之世，君道澌滅，而臣之諫之也亟，探本以立論者，唯荀爽乎！當其時，荼毒生民而椓杙正氣者，無如宦官之甚。……爽之對策，直斥而切言之，女謁遠，奄權自失矣。故曰探本立論也。”[參⁠ 28]

## 后世创作

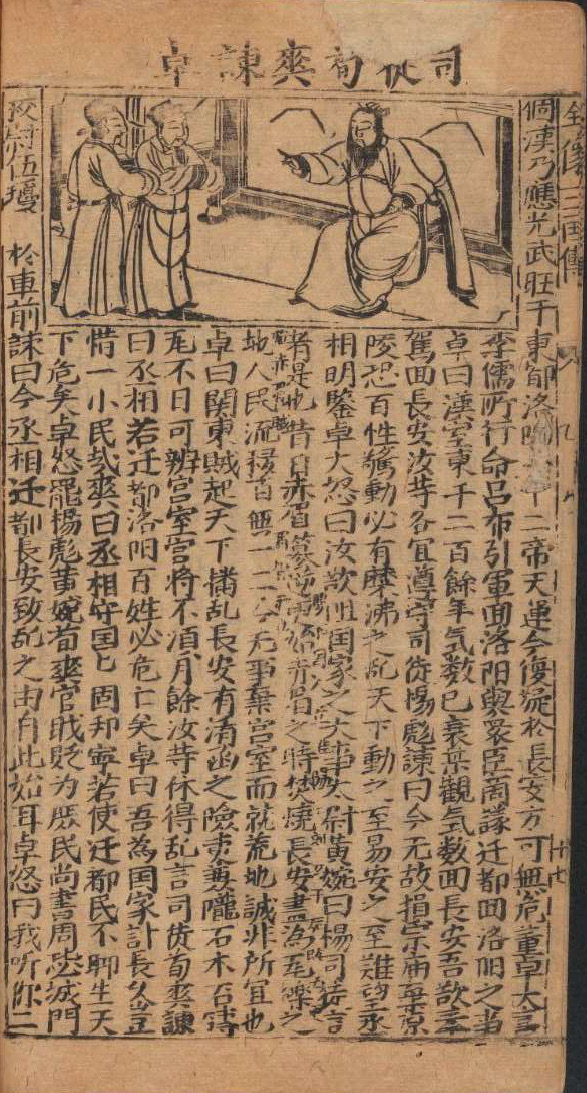
朱鼎臣辑本《三国志传》中“司徒荀爽谏卓”的情节和插画

### 三国演义
荀爽的相关情节在毛本《三国演义》第六回“焚金闕董卓行兇 匿玉璽孫堅背約”，嘉靖壬午本“董卓火烧长乐宫”一则。与史实不同，书中的荀爽和司徒杨彪、太尉黄琬一致反对董卓迁都，并从安邦利民的角度劝谏，导致董卓大怒，将三人贬为庶民。另外，荀爽在书中的官职为司徒而非司空。